# تيريسا ثابيل
تيريسا ثابيل لوكاس (بالإسبانية: Theresa Zabell Lucas، ولدت في 22 مايو 1965، إبسويتش، المملكة المتحدة) لاعبة إسبانية، تنافست في سباق القوارب الشراعية، تخصصت في فئة 470 وفئة Europa.
حصلت على ميداليتين ذهبيتين في دورة الألعاب الأولمبية الصيفية عام 1992 و1996، كما حازت على الميدالية الذهبية في بطولة العالم للشراع في فئة Europa، وعلى أربع ميداليات ذهبية في بطولات العالم للشراع في فئة 470، وعلى ثلاث ميداليات ذهبية في بطولات أوروبا للشراع في فئة 470.

## إنجازاتها

### الألعاب الأولمبية الصيفية
- 1992 برشلونة  إسبانيا:  ميدالية ذهبية للشراع في فئة 470.
- 1996 أتلانتا  الولايات المتحدة:  ميدالية ذهبية للشراع في فئة 470.

### بطولة العالم للقوارب الشراعية فئة Europa
- 1985 لا روشيل  فرنسا:  ميدالية ذهبية للشراع في فئة Europa.

### بطولة العالم للقوارب الشراعية فئة 470
- 1992 روتا  إسبانيا:  ميدالية ذهبية للشراع في فئة 470.
- 1993 كروزون مورغات  فرنسا:  ميدالية فضية للشراع في فئة 470.
- 1994 لا روشيل  فرنسا:  ميدالية ذهبية للشراع في فئة 470.
- 1995 تورونتو  كندا:  ميدالية ذهبية للشراع في فئة 470.
- 1996 بورتو أليغري  البرازيل:  ميدالية ذهبية للشراع في فئة 470.

### بطولة أوروبا للقوارب الشراعية فئة 470
- 1991 برغن  النرويج:  ميدالية ذهبية للشراع في فئة 470.
- 1992 نيوبورت  بلجيكا:  ميدالية ذهبية للشراع في فئة 470.
- 1994 روبيل  ألمانيا:  ميدالية ذهبية للشراع في فئة 470.

## روابط خارجية
- تيريسا ثابيل على موقع الاتحاد الدولي للملاحة الشراعية (موقع جديد) (الإنجليزية)
- تيريسا ثابيل على موقع الاتحاد الدولي للملاحة الشراعية (موقع قديم) (الإنجليزية)
- تيريسا ثابيل على موقع اللجنة الأولمبية الدولية (الإنجليزية)
- تيريسا ثابيل على موقع أوليمبيديا (الإنجليزية)
- تيريسا ثابيل على موقع اللجنة الأولمبية الإسبانية (الإسبانية)